# Gale Agbossoumonde
Gale Agbossoumonde, född den 17 november 1991 i Lomé, är en Togo-född amerikansk före detta professionell fotbollsspelare. Agbossoumonde spelade 2011 för Djurgårdens IF.

## Karriär
I februari 2011 lånades Agbossoumonde ut till Djurgårdens IF. I juli 2011 lämnade han klubben.
I december 2012 värvades Agbossoumonde av Major League Soccer-klubben Toronto FC.